# آیرونکلاد لاگالیسونیر
آیرونکلاد لاگالیسونیر (به انگلیسی: French ironclad La Galissonnière) یک کشتی بود که طول آن ۷۶٫۶۲ متر (۲۵۱ فوت ۵ اینچ) بود. این کشتی  در سال ۱۸۷۲ ساخته شد.